# جفینه
جُفَینه مردی از مسیحیان حیره بود که سعد وقّاص، از سرداران عرب در جریان حمله اعراب به پادشاهی ساسانی، او را در پی قرارداد آشتی‌ای که با مردم حیره بسته بود به مدینه آورد تا در آنجا به مردم خط و نوشتن بیاموزد.
عبیدالله بن عمر، پسر خلیفهٔ دوم، جفینه را کشت. قتل جفینه تنها بدین سبب بود که عبدالرحمن بن عوف یا عبدالرحمن بن ابی بکر ادعا کرده بودند او را همراه با هرمزان (از فرماندهان سابق ساسانی که مسلمان شده بود) دیده‌اند در حالی که سلاح قاتل را در دست داشته‌اند. عبیدالله از ماجرای خوانخواهی از پدرش عمر معروف شد که در ذی الحجه ۲۳/ نوامبر ۶۴۴، به دست غلام ایرانیٍ مغیرة بن شعبه به نام ابولؤلؤ کشته شده بود. عبیدالله پس از کشته شدن پدرش عمر توسط پیروز نهاوندی، چهار تن را به ظن دست داشتن در آن قتل کشت. این چهار تن هرمزان، مروارید دختر پیروز و یک دختر خردسال دیگر پیروز و جفینه (بر اساس گزارش عبدالرحمن بن عوف یا عبدالرحمن بن ابی بکر) بودند.
بنابر روایتی، پیروز نهاوندی خودکشی کرده است و روایاتی نیز حاکی از فرار اوست.
یعقوبی معتقد است که عبیدالله، ابولؤلؤ و زن و دخترش را کشت. منابع زیادی حاکی از آن هستند که وی همچنین با برده‌های ایرانی مدینه و حتی برخی از مهاجرین نیز درگیر شد. منابع معتقدند که عبیدالله از سلامت روحی و روانی چندانی برخوردار نبوده است و شخصیتی مذموم در خانواده عمر بوده (گفته می‌شود یک بار عمر، عبیدالله را به خاطر نوشیدن شراب، حد شرعی زد). با این وجود، عمل عبیدالله خلاف شرع تلقی می‌شد و وی نزد سعد ابن ابی وقاص مدتی بازداشت بود. با این حال عموماً رفتار او را قتل شمرده‌اند و نه قصاص. زمانی که عبیدالله را بازداشت کردند، تهدید کرد که تمام اسیران خارجی مدینه و برخی از مهاجران و انصار را خواهد کشت.
پس از به خلافت رسیدن عثمان، وی پسر عمر را قصاص نکرد و این عمل عثمان بهانه‌ای به دست مخالفانش داد. علی ابن ابیطالب و دیگران به شدت به او اعتراض کردند و علی تهدید کرد اگر در موقعیت مناسبی قرار گیرد، حکم قصاص را دربارهٔ او اجرا خواهد کرد. علی خطاب به عثمان گفت: «این فاسق - اشاره به عبیدالله - را به خون‌خواهی هرمزان بکش که با کشتن مسلمانی بی گناه، مرتکب خطایی عظیم شده». این ناخشنودی در او وجود داشت تا نبرد صفین که عبیدالله از علی اجازهٔ ورود خواست و علی به او گفت: «آیا تو که هرمزان را به ناحق کشته‌ای با آنکه او به دست عموی من عباس اسلام آورده بود و پدر تو نیز از غنایم مسلمانان برای او دو هزار درهم وظیفه مقرر داشته بود، حالا انتظار داری که از دست من جان سالم به در بری؟» عبیدالله در پاسخ گفت: «سپاس خدای را که ما را در وضعی قرار داد که تو خون هرمزان را از من می‌خواهی و من خون امیرالمؤمنین عثمان را». عبیدالله در نبرد صفین در کنار معاویه جنگید و کشته شد.